# Anhanguerinae
De Anhanguerinae zijn een groep uitgestorven pterosauriërs behorende tot de Pterodactyloidea.
In 2003 onderscheidde David Unwin een Anhanguerinae binnen de Ornithocheiridae. Indien de groep gezien wordt als een onderfamilie gelden overigens als officiële naamgevers Diogenes de Almeida Campos en Alexander Kellner die in 1985 de Anhangueridae benoemden. Unwin erkende het nut van dit laatste begrip niet en vandaar dat hij er een Anhanguerinae van maakte. Hij gaf echter geen definitie.
In 2019 bleek tijdens een analyse van Kellner dat juist een Anhangueridae strikt te verdelen viel in een Anhanguerinae en een Coloborhynchinae. Daarom definieerden Borja Holgado, Rodrigo Vargas Pêgas, José Ignacio Canudo, Josep Fortuny, Taissa Rodrigues, Julio Company en Alexander Wilhelm Armin Kellner een klade Anhanguerinae als de groep omvattende Anhanguera blittersdorffi en alle soorten nauwer verwant aan Anhanguera dan aan Coloborhynchus clavirostris.
In 2019 bestonden de bekende geslachten uit Anhanguera, Caulkicephalus, Cearadactylus, Guidraco, Liaoningopterus, Ludodactylus en Maaradactylus. Het gaat om middelgrote tot grote pterosauriërs uit het Aptien-Albien van Zuid-Amerika, Azië en Europa.
Eén synapomorfie, gedeeld nieuw kenmerk, werd aangegeven. De vierde premaxillaire tand is vergroot, groter dan de vijfde of zesde tand, en even groot of groter dan de derde tand.
De Anhanguerinae zijn de zustergroep van de Coloborhynchinae.